# Desmoscolex balticus
Desmoscolex balticus is een rondwormensoort uit de familie van de Desmoscolecidae. De wetenschappelijke naam van de soort is voor het eerst geldig gepubliceerd in 1971 door Lorenzen.